# Джералдова гра
«Джералдова гра» (англ. Gerald's Game) — психологічний роман жахів американського письменника Стівена Кінґа, виданий в травні 1992 року видавництвом «Viking». В ньому йдеться про жінку, яка опиняється в доволі незвичній ситуації — випадково вбивши свого чоловіка, вона залишилася у пастці, прикута наручниками до ліжка, з нікчемною надією на порятунок. Згодом у її свідомість починають пробиватися голоси різних жінок, які допомагають урятуватися.
Кінґ присвятив цю книгу шістьом жінкам, включно зі своєю дружиною Табітою: «Ця книга присвячена, з любов'ю і захопленням, шістьом прекрасним жінкам: Марґарет Моргаус, Кетрін Ґрейвс, Стефані Леонард, Енн Лабре, Табіті Кінґ, Марселлі Спрюс».

## Сюжет
Джессі Анджела Берлінгейм та її чоловік Джеральд, успішний адвокат, їдуть на відпочинок із Портленда до свого далекого будинка біля озера в штаті Мен. Подружжя нещодавно вирішило спробувати БДСМ, і Джеральд приковує дружину наручниками до ліжка. Джессі це не подобається, але Джеральд сприймає це, як частину гри. Джессі вдаряє Джеральда ногою в живіт і пах, через що той несподівано помирає. Лишившись прикутою, Джессі жахається того, що ненавмисне вбила чоловіка, а також боїться сорому через вигляд, у якому її знайдуть. Потім вона розуміє, що навколо навряд чи є люди і вона може померти на самоті.
Зазнаючи паніки, Джессі чує голоси своїх альтер его: «Зразкова жіночка», що закликає чекати порятунку; «Пункін», дитячої версії Джессіки; а також Рут Нірі, сусідки по кімнаті в коледжі; і Нори, колишньої психологині Джессі. Слухаючи ці голоси, Джессі розуміє, що чекати порятунку марно, але її цікавить, звідки взялася нав'язлива думка про це. Джессі пригадує сексуальне насильство з боку її батька під час сонячного затемнення, коли Джессі було 10 років. Її батько маніпулював маленькою Джессі, щоб змусити її повірити, ніби вона сама в цьому винна. Джессі також пам’ятає психічний зв’язок із невідомою жінкою. Спогади спонукають Джессі визнати, що Джеральд маніпулював нею задля власного задоволення.
Отямившись від суперечки з уявними особами, Джессі бачить уночі примару, яку спершу сприймає за дух Джеральда. Вона називає його «Космічний Ковбой» (на честь пісні Стіва Міллера 1969 року). Джессі боїться, що примара повернеться наступної ночі.
Зранку Джессі вдається дотягнутися до склянки з водою на тумбочці біля ліжка. Підбадьорена, вона намагається зламати узголів’я ліжка, а потім дістати ключі від наручників. Задум не вдається, проте Джессі пригадує попередження батька не порізатися закопченим склом, крізь яке слід було дивитися на сонячне затемнення. Вона розбиває склянку з водою та використовує гострий осколок, щоб порізати собі зап’ястя. Тоді вона виймає слизьку від крові руку з наручників, але непритомніє через втрату крові. Коли вона отямлюється, вже майже стемніло, і Космічний Ковбой повертається. Він тримає коштовності з кістками, і Джессі кидає примарі свою обручку, думаючи, що примара хоче саме цього. Жінка дістається до авто, але, вже їдучи від будинку, виявляє Космічного Ковбоя на задньому сидінні. Джессі потрапляє в аварію.
Через кілька місяців Джессі з адвокатом юридичної фірми Джеральда приховує правду про смерть чоловіка. Адвокат захищає таким чином фірму від скандалу, але Джессі вважає, що це нечесно. Вона пише справжній Рут, з якою не спілкувалася десятиліттями, докладно розповідаючи про те, що насправді сталося в будинку біля озера. Джессі дізнається, що Космічний Ковбой був справжнім серійним убивцею та некрофілом на ім’я Реймонд Ендрю Жубер, який грабував будинки біля озера. Джессі стикається з Жубером на судовому засіданні, де розглядають його злочини. Жубер підтверджує, що зустрів Джессі в будинку, і вона плює йому в обличчя.
Подолавши свої страхи, Джессі просить вибачення за те, що покинула Рут у дитинстві, і сподівається, що вони зможуть відновити дружбу. Джессі вперше за тривалий час може спати без кошмарів.

## Дійові особи
- Джессі Бірлінґейм, до шлюбу Махо, головна героїня. Жінка, що вже багато років у шлюбі з успішним адвокатом, якого практично не кохає. Вона покинула власну роботу за наполяганням чоловіка та через психологічні проблеми впевнена, що кращої долі не заслуговує. Може бути сильною, завзятою, винахідливою, і саме ці якості й проявляє в стресовій ситуації.
- Джеральд Бірлінґейм — чоловік протагоністки. Помирає на самому початку історії, надалі фігурує в її спогадах. Ординарна людина з глибоко вкоріненими комплексами.
- Голоси в голові Джессі — частини її особистості, які через стрес набули самостійності:
  - Зразкова жіночка Бірлінґейм — один з голосів у голові Джессі. Хід думок має як «типова домогосподиня». Цілком логічна, однак, не здатна до тверезого реалізму, перебуває у полоні стереотипів та схильна до самозвинувачення (звинувачувати у всьому саму Джессі).
  - Рут — голос колишньої найкращої подруги. Схильна до епатажу, різкості, навіть грубості, але при цьому її сміливі міркування дуже допомагають Джессі. Справжня Рут у книзі так і не з'являється, тільки у спогадах.
  - Малюк — «внутрішня дитина» Джессі. Та дівчинка, якою Джессі була. Її головне бажання — звільнитися від старої ганебної історії, що відбулася з нею.
- Ендрю Жобер — «космічний ковбой, гангстер любові» — почвара, яка лякає Джессі. Виявляється справжнім розумово неповноцінним маніяком-некрофілом.

## Зв'язок з іншими творами автора
- Чітко проводиться паралель з іншим романом Кінґа, «Долорес Клейборн». В них прослідковується тема інцесту, місце жінки в суспільстві, насилля в сім'ї. У напівпритомних видіннях Джессі декілька разів бачить Долорес Клейборн (деякі події цих романів відбуваються одночасно).
- У творі згадується Алан Пенґборн, один з головних героїв романів «Необхідні речі» та «Темна половина».
- Окрім того, в романі згадується Норріс Ріджвік, який зайняв місце Пенґборна й опинився в кріслі окружного шерифа Кастла.

## Екранізація
24 вересня 2017 року роман був екранізований кінокомпанією Netflix.

## Переклад українською
Вперше переклад українською з'явився у 2021 році у видавництві КСД у перекладі TBA.
- Стівен Кінг (2021). Джералдова гра. Переклад з англійської: В. І. Куч. Харків: КСД. с. 400. ISBN 978-617-12-9273-4.